# Herrtorps kvarn
Herrtorps kvarn, belägen vid ån Flian  i närheten av Hornborgasjön i Västergötland, är en vattenkvarn från 1800-talet. Området kring Herrtorp har under historiens lopp varit plats för en rad olika verkstäder, vilket bidragit till utvecklingen av en by. Folkminnen från förr berättar om en offerlund och en runsten på platsen. Härlunda kyrkoruin ligger inom gångavstånd från Herrtorp, belägen vid en våtmark.
På 1980-talet initierades en restaurering av kvarnen, vars syfte var att förbereda byggnaden för hotellverksamhet. Det finns även ett turistföretag runt kvarnen, Herrtorps qvarn. För besökare finns bland annat möjlighet att fiska, paddla och vandra i området.